# Liste der Naturdenkmäler im Bezirk Leoben
Die Liste der Naturdenkmäler im Bezirk Leoben listet die als Naturdenkmal ausgewiesenen Objekte im Bezirk Leoben im Bundesland Steiermark auf. Bei den Naturdenkmälern handelt es sich um Bäume oder Baumgruppen, drei Naturdenkmäler sind geschützte Felsformationen, hinzu kommt eine Klamm und eine Karstquelle. Unter den als Naturdenkmälern ausgewiesenen Bäumen und Baumgruppen befinden sich verschiedene heimische Arten wie Sommer-Linden (Tilia platyphyllos) und Winter-Linden (Tilia cordata) beinhalten. Räumlich verteilen sich die Naturdenkmäler insbesondere über die Gemeinde Mautern in Steiermark, wo sich alleine acht Naturdenkmäler (ein Drittel der Naturdenkmäler des Bezirks) befinden. Zudem bestehen in Radmer vier und in Eisenerz, Leoben, Sankt Peter-Freienstein, Trofaiach und Wald am Schoberpaß je zwei Naturdenkmäler.

## Naturdenkmäler
Die Vorsortierung der Tabelle ist alphabetisch nach Gemeindenamen und KG.
| Foto |                 | Name                                  | ID   | Standort                                                                 | Beschreibung | Fläche  | Datum      |
| ---- | --------------- | ------------------------------------- | ---- | ------------------------------------------------------------------------ | --- | ------- | ---------- |
| 1    | Datei hochladen | Winterlinde (Tilia cordata)           | 839  | Eisenerz KG: Eisenerz Standort                                           | | 259 m²  | 17.01.1980 |
| 1    | Datei hochladen | Felsloch mit Quelle Schwarze Lacke    | 834  | Eisenerz KG: Münichthal GrStNr: 110/4 Standort                           | Das Schwarze Lacke oder auch das Wassermannsloch genannt ist die bedeutendste Karstquelle im Südwesten des Hochschwabmassivs. Das Wassermannsloch weist eine Gesamtlänge von 1084 Meter auf und ist eine der längsten, hinter einem permanenten Siphon liegende, vermessene Höhle Österreichs.                         | 0,17 ha | 17.09.1979 |
| 1    | Datei hochladen | Winterlinde (Tilia cordata)           | 892  | Leoben KG: Donawitz Standort                                             | Ausladende Linde mit einem Stammumfang von über 9 m in Brusthöhe. | 325 m²  | 27.01.1984 |
| 1    | Datei hochladen | Winterlinde (Tilia cordata)           | 888  | Leoben KG: Judendorf GrStNr: 389 Standort                                | Stammumfang in Brusthöhe: 5,6 m (2016). Ungewöhnlich geformter Stamm. | 198 m²  | 27.01.1984 |
| 1    | Datei hochladen | Sommerlinde (Tilia platyphyllos)      | 880  | Mautern in Steiermark KG: Magdwiesen GrStNr: 244 Standort                | | 186 m²  | 20.08.2009 |
| 1    | Datei hochladen | 2 Eiben (Taxus baccata)               | 826  | Mautern in Steiermark KG: Mautern GrStNr: 167 Standort                   | Das Photo zeigt links ID 827 und rechts ID 826 | 201 m²  | 20.08.2009 |
| 1    | Datei hochladen | Eibe (Taxus baccata)                  | 827  | Mautern in Steiermark KG: Mautern GrStNr: 167 Standort                   | | 158 m²  | 20.08.2009 |
| 1    | Datei hochladen | Sommerlinde (Tilia platyphyllos)      | 884  | Mautern in Steiermark KG: Rannach Standort                               | | 221 m²  | 20.08.2009 |
| 1    | Datei hochladen | Rannachklamm                          | 886  | Mautern in Steiermark KG: Rannach GrStNr: 186 Standort                   | | 175 m²  | 20.08.2009 |
| 1    | Datei hochladen | Sommerlinde (Tilia platyphyllos)      | 878  | Mautern in Steiermark KG: Reitingau GrStNr: 533 Standort                 | | 78 m²   | 20.08.2009 |
| 1    | Datei hochladen | Sommerlinde (Tilia platyphyllos)      | 877  | Mautern in Steiermark KG: Reitingau GrStNr: 533 Standort                 | | 148 m²  | 20.08.2009 |
| 1    | Datei hochladen | Fichte (Picea abies)                  | 882  | Mautern in Steiermark KG: Reitingau Standort                             | | 109 m²  | 20.08.2009 |
| 1    | Datei hochladen | Stieleiche (Quercus robur)            | 1386 | Niklasdorf KG: Foirach GrStNr: 141/4 Standort                            | | 210 m²  | 04.03.2003 |
| 1    | Datei hochladen | Eiche (Quercus sp.)                   | 934  | Radmer KG: Radmer an der Stube GrStNr: 73 Standort                       | Eiche im Park des ehemaligen kaiserlichen Jagdschlosses. Umfang im Jahre 2015 auf Brusthöhe gemessen: 2,05 m. Der Park sticht eher durch eine alte Lärche hervor. | 98 m²   | 03.04.1981 |
| 1    | Datei hochladen | Buche (Rotbuche, Fagus sylvatica)     | 935  | Radmer KG: Radmer an der Stube GrStNr: 73 Standort                       | Buche im Park des ehemaligen kaiserlichen Jagdschlosses. Umfang im Jahre 2015 auf Brusthöhe gemessen: 3,90 m. | 236 m²  | 03.04.1981 |
| 1    | Datei hochladen | Felsgebilde Steinerne Jungfrau        | 846  | Radmer KG: Radmer an der Stube GrStNr: 743 Standort                      | | 19 m²   | 09.06.1981 |
| 1    | Datei hochladen | Winterlinde (Tilia cordata)           | 847  | Radmer KG: Radmer an der Stube GrStNr: 448/1 Standort                    | | 185 m²  | 09.06.1981 |
| 1    | Datei hochladen | Sommerlinde (Tilia platyphyllos)      | 845  | Sankt Peter-Freienstein KG: St. Peter-Freienstein GrStNr: .47/3 Standort | Diese Linde hatte im Jahr 2015 einen Umfang von 5 m. | 158 m²  | 20.08.2009 |
| 1    | Datei hochladen | Sommerlinde (Tilia platyphyllos)      | 843  | Sankt Peter-Freienstein KG: Tollinggraben GrStNr: 614/2 Standort         | Diese Linde hatte im Jahr 2015 einen Umfang von 4,70 m. | 179 m²  | 16.11.1983 |
| 1    | Datei hochladen | Sommerlinde (Tilia platyphyllos)      | 840  | Trofaiach KG: Krumpen GrStNr: 140 Standort                               | Diese mächtige mehrstämmige Linde hatte im Jahr 2015 einen Umfang von 6,80 m. | 315 m²  | 20.08.2009 |
| 1    | Datei hochladen | Sommerlinde (Tilia platyphyllos)      | 841  | Trofaiach KG: Krumpen Standort                                           | Diese Linde hatte im Jahr 2015 einen Umfang von 4,70 m. | 202 m²  | 20.08.2009 |
| 1    | Datei hochladen | Gletschermühle Liesinger Toagschüssel | 828  | Wald am Schoberpaß KG: Liesing GrStNr: 575 Standort                      | Bei der Liesinger Toagschüssel handelt es sich um einen größeren, weichen Stein, der sich einst im Liesingbach befand. Ein harter Stein hat durch die Strudelwirkung des Liesingbaches in diesen Stein im Laufe der Zeit eine Aushöhlung (Steinmühle) geformt. Diese Aushöhlung sieht heute wie eine Teigschüssel aus. | 83 m²   | 02.10.2007 |
| 1    | Datei hochladen | Felsbildung Ronner Mauer              | 848  | Wald am Schoberpaß KG: Melling GrStNr: 166/1 Standort                    | | 19 m²   | 15.12.1983 |

## Ehemalige Naturdenkmäler
| Foto |                 | Name                        | ID  | Standort                                           | Beschreibung                               | Fläche | Datum      |
| ---- | --------------- | --------------------------- | --- | -------------------------------------------------- | ------------------------------------------ | ------ | ---------- |
| 1    | Datei hochladen | Winterlinde (Tilia cordata) | 936 | Vordernberg KG: Vordernberg GrStNr: 464/1 Standort | Umfang auf Brusthöhe gemessen 2015: 3,60 m | 86 m²  | 30.11.1983 |

| Foto:                    | Fotografie des Naturdenkmals. Klicken des Fotos erzeugt eine vergrößerte Ansicht. Daneben finden sich zwei Symbole: \| Weitere Bilder vorhanden \| Das Symbol bedeutet, dass weitere Fotos des Objekts verfügbar sind. Durch Klicken des Symbols werden sie angezeigt. \| \| Eigenes Foto hochladen \| Durch Klicken des Symbols können weitere Fotos des Objekts in das Medienarchiv Wikimedia Commons hochgeladen werden. \| |
| Name:                    | Bezeichnung des Naturdenkmals laut offiziellen Quellen |
| ID                       | Identifikator |
| Standort:                | Es ist die Gemeinde und falls vorhanden die Adresse angegeben. Darunter sind die Katastralgemeinde (KG) und die Grundstücksnummer angeführt. Durch Aufruf des Links Standort wird die Lage des Denkmals in verschiedenen Kartenprojekten angezeigt. |
| Beschreibung             | Kurze Beschreibung des Naturdenkmals |
| Fläche                   | Fläche des Naturdenkmals in Hektar (ha) |
| Datum                    | Datum oder Jahr der Unterschutzstellung |
| Weitere Bilder vorhanden | Das Symbol bedeutet, dass weitere Fotos des Objekts verfügbar sind. Durch Klicken des Symbols werden sie angezeigt. |
| Eigenes Foto hochladen   | Durch Klicken des Symbols können weitere Fotos des Objekts in das Medienarchiv Wikimedia Commons hochgeladen werden. |